# Hu (cantante)
Hu, pseudonimo di Federica Ferracuti (Fermo, 11 aprile 1994), è una cantautrice, polistrumentista e tecnico del suono italiana.

## Biografia
Nata a Fermo, fin da giovane si è appassionata allo studio della musica, studiando dapprima chitarra e musica jazz come autodidatta per poi riuscire ad entrare – e a laurearsi – al conservatorio Rossini di Pesaro in musica elettronica e nel sound design.
Pochi anni dopo la laurea dà il via al suo progetto artistico iniziando a suonare sotto lo pseudonimo di Hu, ispirandosi all'omonima divinità egizia. Contemporaneamente alla sua carriera musicale, Hu collabora come sound engineer per alcune campagne pubblicitarie: per il marchio automobilistico Lamborghini, per l'imprenditrice italiana Chiara Ferragni e per l'amaro Jägermeister.
Nel 2018, accede alle fasi finali dello JägerMusic LAB, concorso ideato da Jägermeister in collaborazione con la MAT Academy dedicato ai talenti emergenti della musica elettronica.
Nell'ottobre 2020, viene selezionata per il programma AmaSanremo, che funge da semifinale per Sanremo Giovani 2020, con il brano Occhi Niagara. Raggiunge così la finale del 17 dicembre, tenutasi in diretta su Rai 1, al termine della quale però non riesce ad entrare nell'elenco degli otto artisti partecipanti al Festival di Sanremo 2021 nella sezione Nuove proposte.
Nell'estate del 2021 lavora nel tour Fortuna dell'artista italiana Emma Marrone come polistrumentista al pianoforte, synth, programmazioni e chitarre.
Il 4 dicembre 2021 viene annunciata al TG1 la sua partecipazione, insieme a Highsnob, al Festival di Sanremo 2022, seguita il 15 dicembre successivo dall'annuncio del brano Abbi cura di te. Il brano si classifica al 20º posto in finale.
L'11 marzo 2022 pubblica l'album di debutto, Numeri primi, che vede anche collaborazioni musicali con Highsnob e Francesca Michielin.

## Discografia

### Album in studio
- 2022 – Numeri primi

### Singoli
- 2020 – Neon
- 2020 – Occhi Niagara
- 2021 – End (feat. M.e.r.l.o.t)
- 2021 – Millemila
- 2022 – Abbi cura di te (con Highsnob)
- 2022 – Avec moi
- 2023 – Limiti
- 2023 – Body Soul Heart
- 2023 – How Do U Feel
- 2024 – Love, Don't Cry